# Cléty
Cléty ist eine französische Gemeinde mit 809 Einwohnern (Stand 1. Januar 2022) im Département Pas-de-Calais in der Region Hauts-de-France. Sie gehört zum Arrondissement Saint-Omer und zum Kanton Lumbres.

## Lage
Die Gemeinde Cléty liegt im Regionalen Naturpark Caps et Marais d’Opale, zwölf Kilometer südwestlich von Saint-Omer. Nachbargemeinden von Cléty sind Pihem im Nordosten, Herbelles im Osten, Delettes im Südosten, Dohem im Süden, Avroult im Südwesten, Ouve-Wirquin im Westen sowie Remilly-Wirquin im Nordwesten.

## Bevölkerungsentwicklung
| Jahr      | 1962 | 1968 | 1975 | 1982 | 1990 | 1999 | 2006 | 2013 | 2022 |
| Einwohner | 381  | 328  | 338  | 374  | 499  | 511  | 628  | 710  | 809  |

## Sehenswürdigkeiten
- Kirche Saint-Léger aus dem 17. Jahrhundert

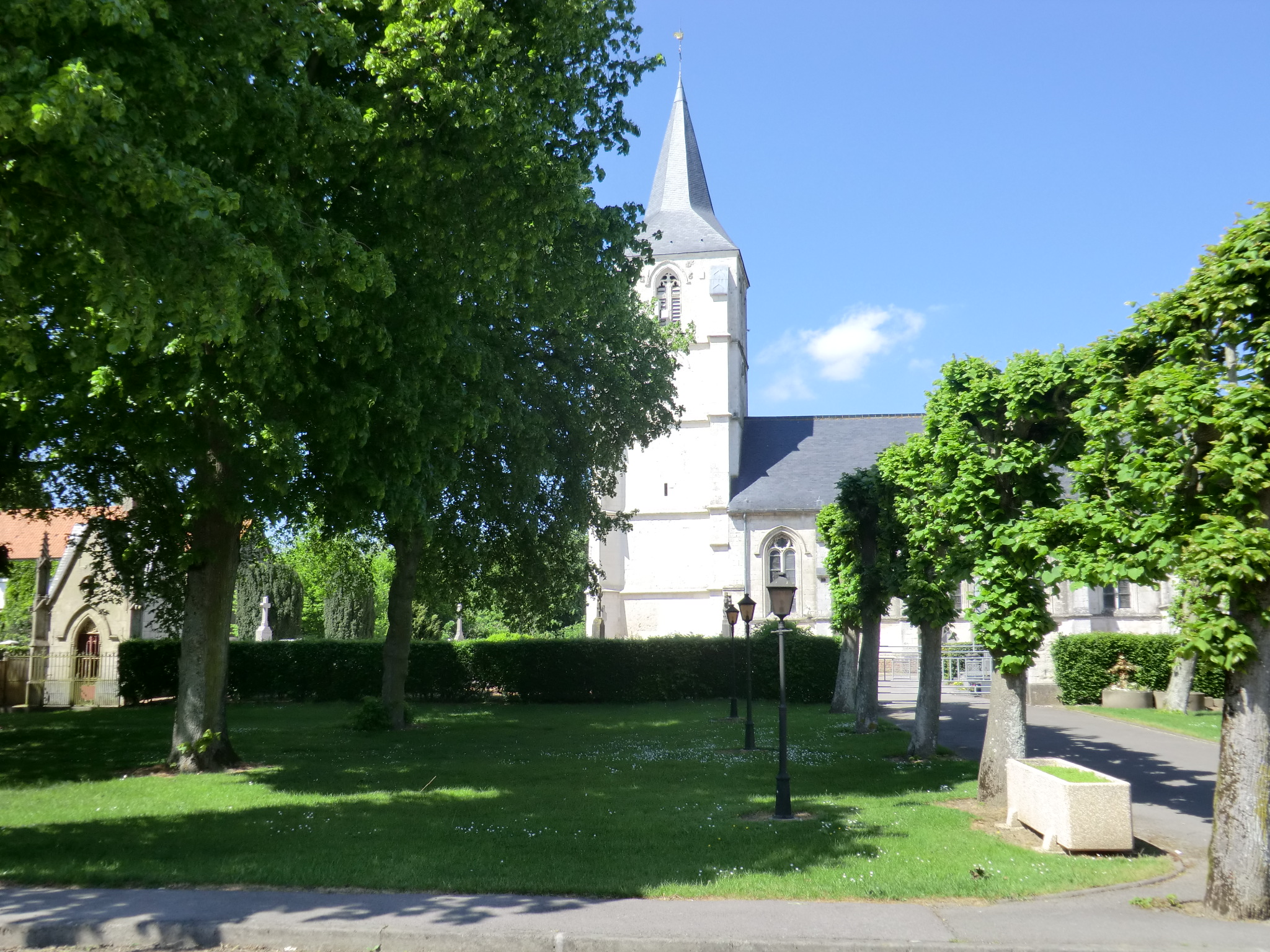
Kirche Saint-Léger
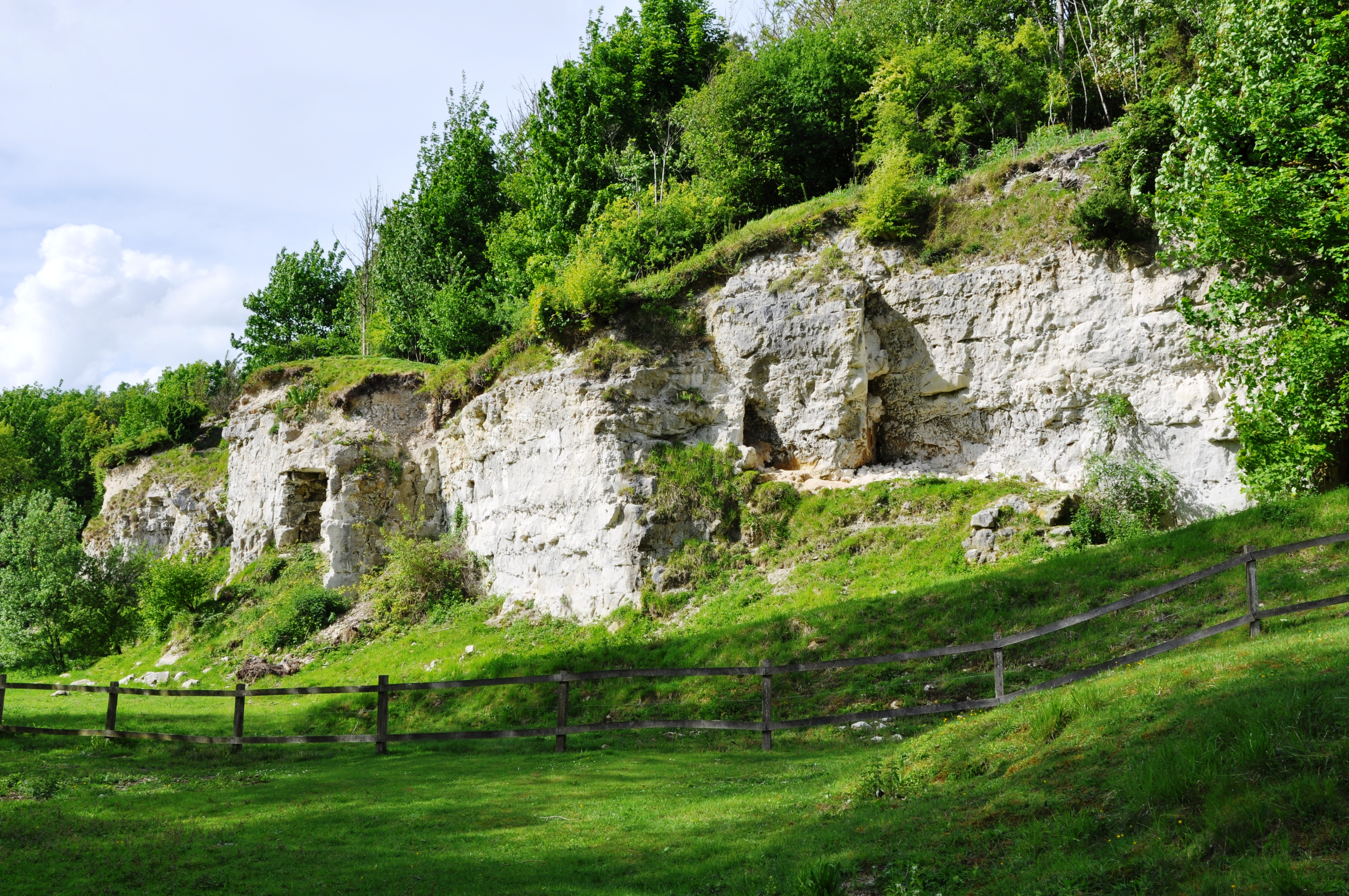
Ehemaliger Steinbruch, unter Naturschutz
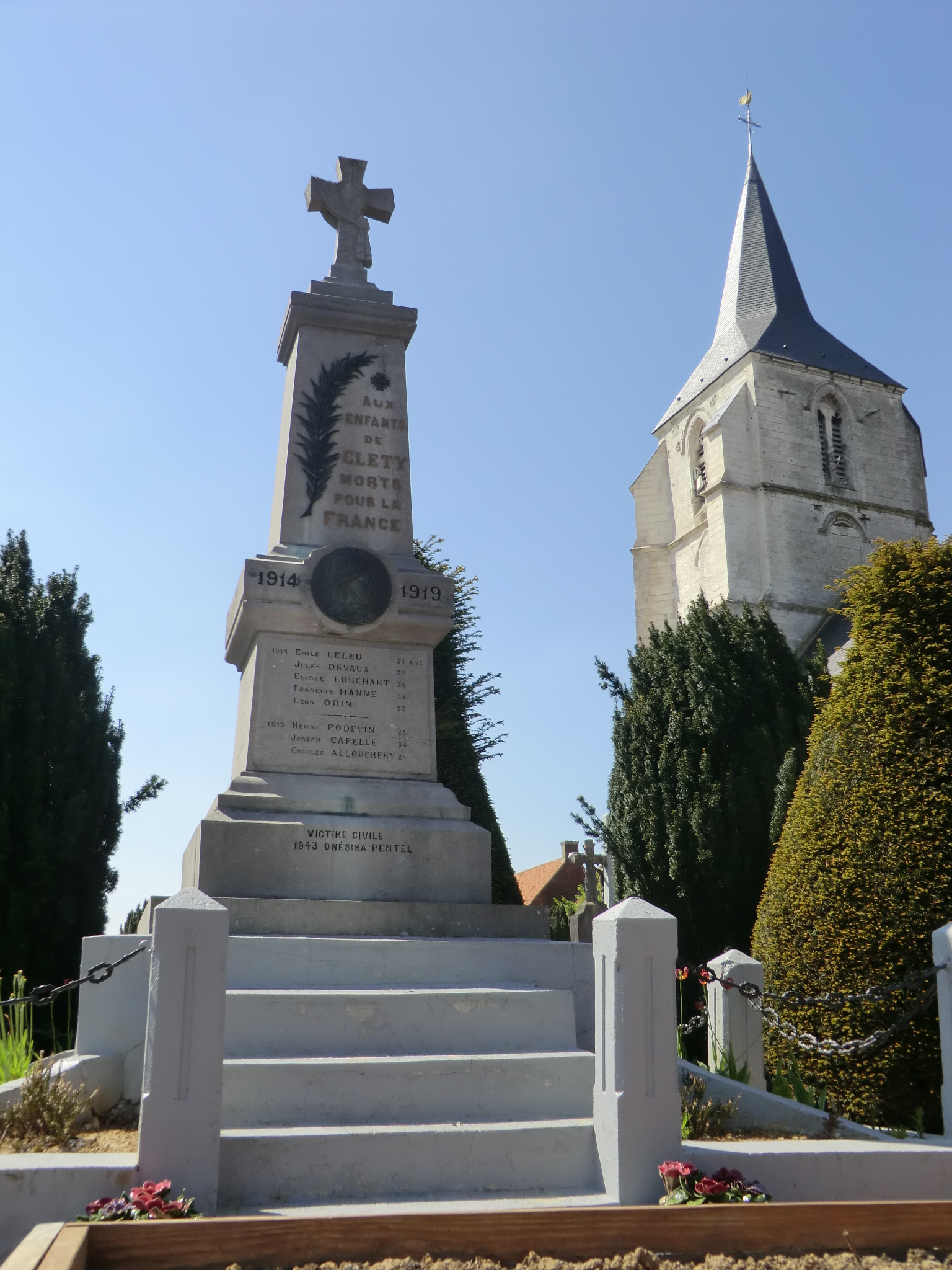
Gefallenendenkmal